# Leopoldo López Gil
Leopoldo López Gil, né le 20 octobre 1944 à Caracas, est un homme politique espagnol, membre du Parti populaire (PP).